# Christian Hutin
Pour les articles homonymes, voir Hutin.
Christian Hutin, né le 18 janvier 1961 à Lille (Nord), est un médecin et un homme politique français.

## Biographie
Élu maire de Saint-Pol-sur-Mer en 1995 sous l'étiquette du Rassemblement pour la République, il adhère au Mouvement des citoyens en 1999. Il soutient la candidature de Jean-Pierre Chevènement à l'élection présidentielle de 2002 et rejoint le Pôle républicain puis le Mouvement républicain et citoyen (MRC).
Vice-président de Dunkerque Grand Littoral dès 1995, il devient conseiller régional du Nord-Pas-de-Calais en 1998 avant d'être élu député du Nord lors des élections législatives de 2007. Il devient le seul élu du MRC à l'Assemblée nationale. 
Évoqué comme siégeant au groupe communiste, il confirme qu'il siègera au groupe socialiste. En 2008, il est réélu maire de Saint-Pol-sur-Mer dès le premier tour, sa liste n'ayant aucune concurrence.
En 2015, pendant la guerre civile syrienne, il se rend en Syrie aux côtés d'autres élus. Le voyage est désapprouvé par l’État et par la présidence de l'Assemblée nationale, les relations diplomatiques étant coupées depuis les crimes du régime syrien au printemps 2011, d'autant que les élus « ne cachent pas leur soutien au régime de Bachar el-Assad ». Il y rencontre Bachar el-Assad et le grand mufti Ahmed Badreddin Hassoun,, .
Aux élections législatives de juin 2017, il gagne les élections avec 63 % des voix contre son adversaire du Front national, le candidat Philippe Eymery,. Il est membre de la commission des Affaires étrangères de l'Assemblée nationale.
Il est également vice-président des groupes d'amitié France-Ghana, France-Irlande et France-Qatar.
Au Mouvement républicain et citoyen, il refuse le choix de la direction de se rapprocher de La France insoumise et de fusionner avec l'Alternative pour un programme républicain, écologiste et socialiste. Il rejoint le nouveau Mouvement des citoyens refondé le 12 novembre 2018.

## Mandats
- De 2007 à 2012 : Député de la douzième circonscription du Nord.
- De 2012 à 2022 : Député de la treizième circonscription du Nord.

## Anciens mandats locaux
- De 1995 à 2017 : Vice-président de Dunkerque Grand Littoral.
- De 2010 à 2017 : Maire délégué de Saint-Pol-sur-Mer, à la suite de l'association avec la ville de Dunkerque.
- De 2007 à 2012 : Député de la douzième circonscription du Nord.
- De 1998 à 2010 : Membre du conseil régional du Nord-Pas-de-Calais.
- De 1995 à décembre 2010 : Maire RPR puis MRC de Saint-Pol-sur-Mer (Nord).
- De 1990 à 1995 : Membre RPR du conseil municipal de Dunkerque.